# Amt Dänischer Wohld
Das Amt Dänischer Wohld ist ein Amt im Kreis Rendsburg-Eckernförde im Osten des Bundeslandes Schleswig-Holstein. Es liegt auf der Halbinsel Dänischer Wohld und wird im Süden durch den Nord-Ostsee-Kanal begrenzt.
Das Amt wurde im Rahmen von Verwaltungsstrukturreformen am 1. April 1970 gebildet, am 1. Januar 1979 um die Gemeinde Neudorf-Bornstein und am 1. Januar 2008 um die vormals amtsfreie Gemeinde Gettorf erweitert. Seitdem besteht das Amt aus acht Gemeinden.
Seit dem 1. April 2008 ist Matthias Hannes Meins Amtsdirektor des Amtes Dänischer Wohld. Amtsvorsteher des Amtes ist seit der Kommunalwahl 2018 Jens Krabbenhöft (CDU).

## Mitgliedsgemeinden
1. Felm
2. Gettorf
3. Lindau
4. Neudorf-Bornstein
5. Neuwittenbek
6. Osdorf
7. Schinkel
8. Tüttendorf

## Wappen
Blasonierung: „In rot ein silbernes Kreuz, schildbordartig überdeckt von einem goldenen Schild, darin über einem blauen Wellenschildfuß eine grüne Eiche mit acht Blättern.“